# Ǔ̱
Ú̱ (minuscule : ǔ̱), appelé U caron macron souscrit, est une lettre latine utilisée dans l’écriture de l’otomi de San Jerónimo Acazulco. Elle est composée de la lettre U diacritée d’un macron souscrit et d’un caron.

## Usage informatique
Le U caron macron souscrit peut être représenté avec les caractères Unicode suivants : 
- précomposé et normalisé NFC (supplément latin-1, diacritiques) :

| formes    | représentations | chaînes de caractères | points de code | descriptions                                                |
| --------- | --------------- | --------------------- | -------------- | ----------------------------------------------------------- |
| capitale  | Ǔ̱               | Ǔ◌̱                    | U+01D3 U+0331  | lettre majuscule latine u caron diacritique macron souscrit |
| minuscule | ǔ̱               | ǔ◌̱                    | U+01D4 U+0331  | lettre minuscule latine u caron diacritique macron souscrit |

- décomposé et normalisé NFD (latin de base, diacritiques) :

| formes    | représentations | chaînes de caractères | points de code       | descriptions                                                            |
| --------- | --------------- | --------------------- | -------------------- | ----------------------------------------------------------------------- |
| capitale  | Ǔ̱               | U◌̱◌̌                   | U+0055 U+0331 U+030C | lettre majuscule latine u diacritique macron souscrit diacritique caron |
| minuscule | ǔ̱               | u◌̱◌̌                   | U+0075 U+0331 U+030C | lettre minuscule latine u diacritique macron souscrit diacritique caron |